# Henri Besnard de Guitry
Henri Besnard de Guitry est un homme politique français né le 12 septembre 1833 à Pontchartrain (Seine-et-Oise) et décédé le 21 décembre 1907 à Versailles (Seine-et-Oise).
Il est maire de Guitry (Eure) au moment de l'invasion prussienne en 1870-1871.

## Biographie
Sans antécédents politiques, il est élu représentant de l'Eure en 1871 et siège au centre gauche, comme républicain conservateur. Il ne se représente pas en 1876.

## Sources
- « Henri Besnard de Guitry », dans Adolphe Robert et Gaston Cougny, Dictionnaire des parlementaires français, Edgar Bourloton, 1889-1891 [détail de l’édition]

- La France savante

- Ressource relative à la vie publique :   - Base Sycomore